# Carina Nopp
Carina Nopp (geboren am 13. Mai 1989 in Linz) ist eine österreichische Musicaldarstellerin.

## Leben
Nopp begann früh Gesangs- und Tanzunterricht zu nehmen. Von 2003 bis 2008 absolvierte sie eine fünfjährige Vorausbildung an der Musical Theatre Academy in Puchenau. Danach studierte sie ab 2008 an der Musical Akademie Graz, wo sie ihr Studium zur Musicaldarstellerin Ende Juni 2011 mit dem Diplom der paritätischen Prüfungskommission in Wien abschloss.
Zu ihren Solopartien, teilweise während der Ausbildung, zählen Rosie und Donna in Mamma Mia!, Mama Morton und Velma Kelly in Chicago und Mungojerrie und Bombalurina in Cats, die sie in Aufführungen am Grazer Orpheum sang. Auch wirkte sie in Mozart! (Rolle: Mutter Weber; bei einer Tourproduktion), Evita (bei den Musicalfestwochen Bad Leonfelden), The Wiz – Das zauberhafte Land (im Stadttheater Wels), sowie in Annie, Jesus Christ Superstar und Hair mit. Weiters wurde sie für eine Tourneeproduktion des Musicals Der Glöckner von Notre Dame durch Österreich und Luxemburg verpflichtet. 
Im Sommer 2015 sang sie im Ensemble von Mackie Messer. Eine Salzburger Dreigroschenoper, einer Experimentalfassung von Brecht/Weills Die Dreigroschenoper, bei den Salzburger Festspielen bei Aufführungen in der Felsenreitschule. 
Sie wurde außerdem für eine Reihe von Musical-Highlight-Shows, Weihnachts- und Kreuzschifffahrts-Unterhaltungsprogramme engagiert, beispielsweise mehrfach auf der Mein Schiff-Flotte. Seit 2014 ist sie Solistin der österreichweiten Tournee-Produktion Genusskonzerte mit Auftritten bei Musical-Galas und im Rahmen der Dinner & Musical-Abende. 2017 trat sie beim Mörderdinner Ladykillers auf.
2021 trat sie als Schauspielerin in der Rolle der Janine in der Verwechslungskomödie Hier sind Sie richtig im Theater Forum Schwechat auf. Von Oktober 2023 bis September 2024 war sie als Rebecca im Musical Tanz der Vampire am Stage Operettenhaus in Hamburg engagiert. Im November und Dezember 2024 verkörperte sie Mrs. Fezziwig und Mrs. Shellcock im Musical Vom Geist der Weihnacht im Festspielhaus Neuschwanstein. Ab Januar 2025 war sie als Lulu Warnicker in der Tourproduktion des Musicals Footloose zu sehen und coverte hierfür auch die Rollen Vivian Moore, Ethel McCormack/Cowgirl und Rusty.
Nopp lebt in Wien.